# Босуэлл, Конни
Констанс Фур «Конни» Босуэлл (3 декабря 1907 — 11 октября 1976) — американская певица, которая родилась в Канзас-Сити, штат Миссури, и выросшая в Новом Орлеане, штат Луизиана. С сестрами Мартой и Хельветией «Вет» она выступала в 1920-х и 1930-х в составе трио The Boswell Sisters. Начиная как инструменталисты, стали влиятельной вокальной группой благодаря записям и телевизионным выступлениям.
Конни Босуэлл считается одной из величайших джазовых вокалистов, оказавшая влияние на вокалистку Эллу Фицджеральд.

## Биография
Босуэлл родилась в Канзас-Сити, штате Миссури. Известность в местных кругах она приобрела еще в подростковом возрасте. в 1925 году она сделала первую запись для Victor Records под названием «Cryin' Blues», где поет под влиянием афроамериканской певички Мэми Смит. В том же году в составе The Boswell Sisters стала профессионалом, когда пригласили на выступление в театре Orpheum в Новом Орлеане.
Позже она с коллективом отправилась в Лос-Анджелес, где они выступали на местном радио, экспериментировали с боковым микрофонированием, однако национального признания тогда не добилась. Переехала в Нью-Йорк в 1930 году, где начала участвовать в национальных телепередачах. После некоторых записей в Okeh Records начала с сёстрами делать записи в Brunswick Records с 1931 года по 1935 год. В дополнение к записям Boswell Sisters для Brunswick Records, Конни выпускала сольные работы, некоторые из них стали успешными синглами. В 1936 году трио подписала контракт с Decca Records, где после несколько релизов ушла(последняя запись была 12 февраля 1936 года). Однако Конни продолжала как сольная певица под тем же лейблом, а позже записывалась для Apollo (1947), RCA Victor (1956) и дочерней компании Decca, Design (1958).
Босуэлл ввела своё собственное радиошоу на NBC Blue Network (позже ABC Radio), под названием The Connee Boswell Show, (1944). В 1946 году она появилась в программе CBS Radio’s Tonight On Broadway (1946).
Босвелл также спела в ряде голливудских фильмов, в том числе «Это всё твоё» (1937), «Христиане и модели» (1937), «Синкопирование» (1942) а также в составе The Boswell Sisters в 1932 году в «Большой вещательной передаче» и «Мулен Руж» 1934 года.

## Смерть
Конни Босуэлл умерла 11 октября 1976 года от рака желудка в больнице Маунт-Синай в Нью-Йорке в возрасте 68 лет.
Она была замужем за Гарри Лиди и не имела детей. Ее жизнь была описана в короткометражном документальном фильме 2006 года Connee Boswell: Life Is a Song, спродюсированным независимым режиссером из Остина, штат Техас, Рэндаллом Райли. Премьера фильма состоялась во время столетия сестер Босвелл в Новом Орлеане в 2007 году. Документальный фильм был показан как La Vida es una Cancion(Жизнь — это песня) в Испании на фестивале Swing Sevilla 2 апреля 2016 года с испанскими субтитрами.

## Дискография

### Альбомы
- Bing and Connee (Decca, 1952)
- Singing the Blues (Decca, 1953)
- Connee (Decca, 1956)
- Connee Boswell and the Original Memphis Five in Hi-Fi (RCA Victor, 1957)[4]
- The New Sound of Connee Boswell: Sings the Rodgers & Hart Song Folio (Design, 1958)
- Connee Boswell Sings The Irving Berlin Song Folio (Design, 1958)
- An Evening with Connie Boswell (Pickwick, 1989)
- Deep in a Dream (Harlequin, 1996)
- Heart & Soul (ASV Living Era, 1997)
- Moonlight and Roses (Flare, 2001)
- Singing the Blues (Sepia, 2006)